# Shimudixiang (ort i Kina, Shaanxi, lat 33,38, long 108,00)
Shimudixiang är en ort i Kina. Den ligger i provinsen Shaanxi, i den nordvästra delen av landet, omkring 130 kilometer sydväst om provinshuvudstaden Xi'an. Antalet invånare är 1 830. Befolkningen består av 785 kvinnor och 1 045 män. Barn under 15 år utgör 13,0 %, vuxna 15-64 år 74 %, och äldre över 65 år 11,0 %.
Runt Shimudixiang är det ganska tätbefolkat, med 108 invånare per kvadratkilometer. Närmaste större samhälle är Fuping Xian, 16,1 km norr om Shimudixiang. I omgivningarna runt Shimudixiang växer i huvudsak blandskog.
Genomsnittlig årsnederbörd är 1 075 millimeter. Den regnigaste månaden är juli, med i genomsnitt 217 mm nederbörd, och den torraste är december, med 2 mm nederbörd.